# À la Maison-Blanche
 (octobre 2024).
Si vous disposez d'ouvrages ou d'articles de référence ou si vous connaissez des sites web de qualité traitant du thème abordé ici, merci de compléter l'article en donnant les références utiles à sa vérifiabilité et en les liant à la section « Notes et références ».
Pour les articles homonymes, voir Maison-Blanche (homonymie).
À la Maison-Blanche (The West Wing) est une série télévisée américaine en 155 épisodes de 42 minutes, créée par Aaron Sorkin et diffusée entre le 22 septembre 1999 et le 14 mai 2006 sur le réseau NBC.
Au Québec, la série a été diffusée à partir du 12 avril 2001 à la Télévision de Radio-Canada,, et en France à partir du 6 juillet 2001 sur France 2, de 2003 sur Série Club et de 2005 sur France 4, puis sur Warner tv depuis le 13 décembre 2023. L’action de la série se déroule à la Maison Blanche où se situe le bureau ovale du président.

## Synopsis
Cette série met en scène la vie quotidienne d'un Président démocrate des États-Unis et de son équipe de collaborateurs, installés dans l'aile Ouest (The West Wing) de la Maison-Blanche.
Les grands sujets de société comme le racisme, l'éducation, la santé, le droit à la vie (right to life), la vente des armes y sont largement abordés au même titre que les problèmes de politique intérieure et extérieure, d'économie, ou que la vie privée de chacun des personnages.

## Distribution

### Acteurs principaux
- Martin Sheen (VF : Marcel Guido) : Josiah Bartlet
- John Spencer (VF : Michel Fortin) : Leo McGarry
- Bradley Whitford (VF : Daniel Lafourcade) : Josh Lyman
- Richard Schiff (VF : Philippe Bellay) : Toby Ziegler
- Rob Lowe (VF : Bruno Choël) : Sam Seaborn (saisons 1 à 4, apparition saison 7)
- Allison Janney (VF : Marie-Laure Beneston) : C.J. Cregg
- Dulé Hill (VF : Lucien Jean-Baptiste) : Charlie Young
- Janel Moloney (VF : Natacha Muller) : Donna Moss
- Joshua Malina (VF : Patrice Baudrier) : Will Bailey (saisons 4 à 7)
- Mary McCormack (VF : Nathalie Spitzer) : Kate Harper (saisons 5 à 7)
- Jimmy Smits (VF : Lionel Tua) : Matt Santos (saisons 6 et 7)
- Alan Alda (VF : Pierre Dourlens) : Arnold Vinick (saisons 6 et 7)
- Kristin Chenoweth (VF : Patricia Legrand) : Annabeth Schott (saisons 6 et 7)

### Acteurs récurrents
Premières familles
- Stockard Channing (VF : Danièle Hazan) : Abigail Bartlet
- Elisabeth Moss (VF : Chantal Macé (saisons 1 à 4, puis Caroline Pascal) : Zoey Bartlet
- Teri Polo (VF : Virginie Méry) : Helen Santos

Personnel de la Maison-Blanche
- Moira Kelly (VF : Cathy Diraison) : Mandy Hampton (saison 1)
- Kathryn Joosten (VF : Nicole Favart) : Delores Landingham (saisons 1 et 2)
- NiCole Robinson (VF : Maïté Monceau) : Margaret Hooper
- Oliver Platt (VF : Jean-Loup Horwitz) : Oliver Babish
- Emily Procter (VF : Michèle Lituac puis Barbara Tissier) : Ainsley Hayes (saisons 2 et 3)
- Lily Tomlin (VF : Pascale Jacquemont) : Debbie Fiderer (saisons 4 à 7)
- Melissa Fitzgerald (en) (VF : Iliana Castro) : Carol Fitzpatrick
- Kim Webster (VF : Sylvie Levadoux puis Karine Texier) : Ginger
- Devika Parikh (VF : Annie Milon) : Bonnie
- William Duffy (VF : Éric Missoffe) : Larry
- Peter James Smith (VF : Jean-François Cros) : Ed
- Renée Estevez (VF : Claire Conty) : Nancy

Membres du gouvernement et conseillers politiques
- John Amos (VF : Jean-Claude Sachot) : Percy Fitzwallace (saisons 1 à 5)
- Tim Matheson (VF : Bruno Dubernat) : John Hoynes
- Anna Deavere Smith (VF : Hélène Vanura) : Nancy McNally (saisons 2 à 7)
- Marlee Matlin (VF : Sophie Baranes) : Joey Lucas
- Bill O'Brien (VF : Mathias Kozlowski) : Kenny Thurman
- Roger Rees (VF : Pierre Laurent) : Lord John Marbury
- Glenn Morshower (VF : Patrick Béthune) : Mike Chrysler
- Ron Silver (VF : Michel Favory (saisons 3 et 4), puis José Luccioni) : Bruno Gianelli (saisons 3, 4, 6 et 7)
- Mary-Louise Parker (VF : Julie Dumas) : Amy Gardner (saisons 3 à 5, apparition saison 7)
- Thomas Kopache (VF : Michel Ruhl) : Bob Slatterly
- Gary Cole (VF : Jean-Luc Kayser) : Bob Russell (saisons 5 à 7)
- Ed O'Neill (VF : Daniel Beretta) : Eric Baker (saisons 6 et 7)
- Kathleen York (VF : Vanina Pradier) (saisons 1 à 4 et 7) ; (VF : Catherine Le Hénan) (voix de remplacement, 1 épisode) ; (VF : Françoise Blanchard) (voix de remplacement, 2 épisodes) : Andrea Wyatt
- Steve Ryan (VF : Marc Alfos puis Olivier Granier) : Miles Hutchinson
- Terry O'Quinn (VF : Hervé Jolly) : le général Nicholas Alexander (saisons 5 et 6)

Autres
- Timothy Busfield (VF : Jean-François Vlérick) : Danny Concannon

 Source et légende : version française (VF) sur RS Doublage

### Acteurs invités
Saison 1
- Lisa Edelstein (VF : Laurence Bréheret) : Laurie
- Allison Smith (VF : Véronique Volta) : Mallory O'Brien
- Sam Lloyd (VF : Pierre Laurent) : Bob Engler
- Jorja Fox (VF : Nathalie Spitzer) : Gina Toscano
- Suzy Nakamura (VF : Yumi Fujimori) : Cathy
- Thom Barry (VF : Jean-Jacques Nervest) : Mark Richardson
- Michael O'Neill (VF : Patrice Paris) : Ron Butterfield
- Edward James Olmos (VF : Hervé Bellon) : Roberto Mendoza
- John de Lancie : Al Kiefer
- David Huddleston : Max Lobell
- Harry Groener : Roger Tribbey
- Bob Balaban : Ted Marcus

Saison 2
- Ted McGinley (VF : Pascal Germain) : Mark Gottfried
- Grace Zabriskie (VF : Régine Blaëss) : Isabel
- James Denton : Tom Jordan
- Rebecca Creskoff : Sarah Jordan
- Sam Jaeger (VF : Éric Missoffe) : Bill Kelley
- Len Cariou (VF : Pierre Dourlens) : Alan Damson
- John Larroquette : Lionel Tribbey
- Mike Starr (VF : Sylvain Lemarié) : Tony Marino
- Daniel von Bargen (VF : Richard Leblond puis Benoît Allemane) : le général Ken Shannon
- Adam Arkin (VF : Patrick Béthune puis Stefan Godin) : le docteur Stanley Keyworth
- Colm Feore (VF : Jérôme Keen) : Tad Whitney
- Paxton Whitehead (VF : Bernard Tixier) : Bernard Thatch
- Clark Gregg (VF : Nicolas Marié) : Michael Casper
- Felicity Huffman (VF : Nadège Perrier) : Ann Stark
- Corbin Bernsen (VF : Philippe Peythieu) : Henry Shallick
- Rocky Carroll (VF : Olivier Cordina) : Corey Sykes
- Tony Plana (VF : Vincent Violette) : Mickey Troop
- Richard Riehle (VF : Frédéric Cerdal) : Jack Sloan
- Nina Siemaszko (VF : Isabelle Narcisse) : Ellie Bartlet
- Mary Kay Place (VF : Denise Roland) : Millicent Griffith
- Robert Knepper (VF : Franck Monsigny) : Morgan Ross
- Rosalind Chao (VF : Yumi Fujimori) : Jane Gentry

Saison 3
- Evan Handler (VF : Jean-Christophe Clément) : Douglas Wegland
- Connie Britton (VF : Carole Gioan) : Connie Tate
- Kevin Tighe (VF : Dominique Paturel) :  Jack Buckland
- Michael O'Keefe (VF : Patrice Baudrier) : Will Sawyer
- Valerie Mahaffey (VF : Evelyne Grandjean) : Tawny Cryer
- Mark Feuerstein (VF : Gérard Darier) : Clifford Calley
- Ty Burrell (VF : Stefan Godin) : Tom Starks
- Joanna Gleason (VF : Rosine Cadoret) : Jordon Kendall
- Kurt Fuller : un conseiller
- Alanna Ubach (VF : Laurence Charpentier) : Celia Walton
- James Handy (VF : Gérard Dessalles) : Joseph Bruno
- Traylor Howard (VF : Marie-Laure Dougnac) : Lisa Sherborn
- Hal Holbrook (VF : Philippe Dumat) : Albie Duncan
- Gerald McRaney (VF : Philippe Catoire) : le général Alan Adamle
- Laura Dern (VF : Martine Irzenski) : Tabatha Fortis
- James Eckhouse (VF : Philippe Catoire) : Bud Wachtell
- Héctor Elizondo (VF : Jean-Pierre Leroux) : Dalton Millgate
- Robin Thomas (VF : Patrick Bethune) : Jack Enlow
- Peter Scolari (VF : Patrick Mancini) : Jake Kimball
- Evan Rachel Wood (VF : Adeline Chetail) : Hogan Cregg
- Mark Harmon (VF : Éric Legrand) : Simon Donovan
- Andrew McFarlane (VF : Maël Davan-Soulas) : Anthony Marcus
- Ian McShane (VF : Jean-Louis Faure) : Nikolai Ivanovich
- James Brolin (VF : Jacques Brunet) : Robert Ritchie

Saison 4
- John Gallagher, Jr. (VF : Christophe Lemoine) : Tyler
- Amy Adams (VF : Caroline Victoria) : Cathy
- Tony Amendola (VF : Igor de Savitch) : Ali Nissir
- Christian Slater (VF : Vincent Ropion) : Jack Reese
- Omar Benson Miller (VF : Daniel Njo Lobé) : Orlando Kettles
- Tobin Bell (VF : Jean-Pierre Leroux) : le colonel Whitcomb
- Danica McKellar (VF : Zoé Bettan) : Elsie Snuffin
- Alan Dale (VF : Jean Barney) : Mitch Bryce
- Geoff Pierson (VF : Gérard Rinaldi) : le sénateur Tripplehorn
- Bernard White (VF : Omar Yami) : Essan Mohebi
- Jerry Adler (VF : William Sabatier) : Jules Ziegler
- John Diehl (VF : Tony Joudrier) : Claypool
- Trent Ford (VF : Taric Méhani) : Jean-Paul Charpentier
- Donald Moffat (VF : Pierre Hatet) : Talmidge "Tal" Cregg
- Matthew Modine (VF : Lionel Tua) : Marco Arlens
- Matthew Perry (VF : Emmanuel Curtil) : Joe Quincy
- Taye Diggs (VF : Bruno Henry) : Wesley Davis
- Arye Gross : l'obstétricien
- John Goodman (VF : Jacques Frantz) : Glenallen Walken

Saison 5
- Annabeth Gish (VF : Céline Ronté) : Elizabeth Bartlet Westin
- Željko Ivanek (VF : Éric Herson-Macarel) : Steve Atwood
- Saïd Taghmaoui : Umar Usef
- Melissa Marsala (VF : Dorothée Pousséo) : Rina
- William Devane : Lewis Berryhill
- Jesse Bradford (VF : Patrick Mancini) : Ryan Pierce
- Steven Culp (VF : Bruno Forget) : Jeffrey Haffley
- H. Richard Greene (VF : Hervé Bellon) : Robert Royce
- Ron Canada (VF : Benoît Allemane puis Gérard Dessalles) : Theodore Barrow
- Christopher Cousins (VF : Constantin Pappas) : le député Thiele
- Tom Skerritt (VF : Jean-Pierre Moulin) : Chris Carrick
- Michael Hyatt (VF : Nathalie Duverne) : Angela Blake
- Nick Searcy : Nate Singer
- Milo O'Shea (VF : Robert Darmel) : Roy Ashland
- Dylan Baker (VF : Pierre-François Pistorio) : Alan Fisk
- Steven Eckholdt (VF : Xavier Béja) : Doug Westin
- Mark Moses (VF : Bernard Gabay) : Donald Richter
- James Cromwell (VF : Michel Ruhl) : D.W. Newman
- Stephen Tobolowsky (VF : Bernard Alane) : Max Milkman
- Bellamy Young (VF : Marjorie Frantz) : MaryLou Meriwether
- Gabrielle Union : Meeshel Anders
- Maz Jobrani (VF : Omar Yami) : le prince Bitar
- Josef Sommer : Steve Gaines
- Michael Nouri : Roy Turner
- Kate Burton : Sarah Brainerd
- Joaquim de Almeida : Carlos Carrio
- Jeffrey DeMunn : Kenneth O'Neal
- Jay Mohr (VF : Luc Boulad) : Taylor Reid
- Sam Robards (VF : Éric Legrand) : Greg Brock
- Armin Mueller-Stahl (VF : Henry Djanik) : Efraim Zahavy
- Carlos Gómez (VF : Marc Alfos) : l'amiral McGill
- Philip Baker Hall (VF : Henri Poirier) : Matt Hunt
- Brian Kerwin (VF : Olivier Cordina) : Ben Dryer
- James Pickens Jr. (VF : Thierry Desroses) : le maire de Washington D.C.
- Michael Gaston (VF : Jean-François Aupied) : Eric Hayden
- Deirdre Lovejoy (VF : Brigitte Virtudes) : Lisa Wolfe
- Cherry Jones : Barbara Layton
- Glenn Close (VF : Évelyn Séléna) : Evelyn Baker Lang
- William Fichtner (VF : Philippe Vincent) : Christopher Mulready
- Mitch Ryan (VF : Marc Cassot) : Roland Pierce
- Robert Picardo : E. Bradford Shelton
- Reed Diamond (VF : Tony Joudrier) : Mike Gordon
- Jason Isaacs (VF : Jérôme Keen) : Colin Ayres

Saison 6
- Natalia Nogulich (VF : Elisabeth Fargeot) : Shira Galit
- Marcelo Tubert (VF : Mostefa Stiti) : Saeb Mukarat
- Eric Lange (VF : Georges Caudron) : Paul Tyminski
- Suleka Mathew (VF : Rafaèle Moutier) : Mme Chakrabarty
- Paul Schulze (VF : Pierre-François Pistorio) : Terrance Sligh
- Patrick Fischler (VF : Didier Cherbuy) : Walter Sprout
- Cleo King (VF : Émilie Benoît) : Marla Whorisky
- Christopher Lloyd (VF : Pierre Hatet) : Lawrence Lessig

## Récompenses
1. Emmy Award 2000 : 
  - Meilleure actrice dans un second rôle pour Allison Janney
  - Meilleur acteur dans un second rôle pour Richard Schiff
  - Meilleure série dramatique pour Kristin Harms, Thomas Schlamme, Aaron Sorkin, John Wells et Llewellyn Wells
  - Meilleure direction artistique pour Tony Fanning, Jon Hutman et Ellen Totleben pour le pilote
  - Meilleur casting pour une série dramatique pour John Levey, Barbara Miller et Kevin Scott
  - Meilleur générique musical pour W.G. Snuffy Walden
  - Meilleur Scénario pour Rick Cleveland et Aaron Sorkin pour l'épisode "Au Plus Haut des Cieux (In Excelsis Deo)"
  - Meilleure réalisation pour Thomas Schlamme pour l'Épisode "Les foudres du ciel (Pilot)"
  - Meilleure cinématographie dans une série à caméra unique pour Thomas Del Ruth pour "Les foudres du ciel (Pilot)"
2. Casting Society of America 2000 : Meilleur casting pour un épisode pilote de série télévisée dramatique pour Kevin Scott, John Levey et Barbara Miller (executive)
3. Golden Satellite Awards 2000 : Meilleur acteur dans une série dramatique pour Martin Sheen
4. Golden Satellite Awards 2000 : Meilleure série dramatique
5. Humanitas Prize 2000: décerné à Lawrence O'Donnell Jr., Paul Redford et Aaron Sorkin pour l'épisode "Observe le Jour du Sabbat (Take This Sabbath Day)" (catégorie "60 Minute")
6. Imagen Foundation Awards 2000 : Meilleure série dramatique
7. Television Critics Association Awards 2000 : Meilleur programme dramatique de l'année
8. Television Critics Association Awards 2000 : Meilleur nouveau programme de l'année
9. Television Critics Association Awards 2000 : Meilleur programme de l'année
10. Viewers for Quality Television Awards 2000 : Meilleur acteur de série dramatique pour Martin Sheen
11. Viewers for Quality Television Awards 2000 : 
  - Meilleure série dramatique
  - Meilleur second rôle masculin dans une série dramatique pour John Spencer
12. PGA Golden Laurel Awards 2000 : Vision Award pour John Wells
13. PGA Golden Laurel Awards 2000 : Nova Award pour Aaron Sorkin
14. TV Guide Awards 2000 : Meilleur acteur dans une nouvelle série pour Martin Sheen
15. BMI Film & TV Awards 2000: Meilleure musique télévisée pour W.G. Snuffy Walden
16. Family Television Awards 2000: Meilleure série dramatique
17. Emmy Award 2001 : 
  - Meilleure actrice dans un second rôle pour Allison Janney
  - Meilleur acteur dans un second rôle pour Bradley Whitford
  - Meilleur casting pour John Levey, Barbara Miller et Kevin Scott
  - Meilleure image caméra pour Bill Johnson pour l'épisode "Deux cathédrales (Two Cathedrals)"
  - Meilleur son pour Dan Hiland, Gary D. Rogers et Mark Weingarten pour l'épisode "Au commencement... - 2e partie (In the Shadow of Two Gunmen: Part II)."
  - Meilleure réalisation pour Thomas Schlamme et Laura Innes pour l'épisode "Au commencement...(In the Shadow of Two Gunmen)", parts I and II
  - Meilleure série dramatique pour Kevin Falls, Kristin Harms, Michael Hissrich, Lawrence O'Donnell Jr., Thomas Schlamme, Aaron Sorkin, John Wells et Llewellyn Wells
  - Meilleure cinématographie dans une série à caméra unique pour Thomas Del Ruth pour l'épisode "Noël (Noël)"
18. Casting Society of America 2001: Meilleur casting pour un épisode de série télévisée dramatique pour Kevin Scott, John Levey et Barbara Miller (executive)
19. American Latino Media Arts Awards (ALMA Award) 2001 : Meilleur acteur de série télévisée pour Martin Sheen
20. Golden Globe 2001 : Meilleur acteur dans une série télévisée pour Martin Sheen
21. Golden Globe 2001 : Meilleure Série dramatique
22. Golden Satellite Awards 2001 : 
  - Meilleure série dramatique
  - Meilleure performance dans une série dramatique pour Allison Janney
  - Meilleur projet de télévision (Special Achievement Award)
23. PGA Golden Laurel Awards 2001 : Meilleure série dramatique pour Michael Hissrich, Thomas Schlamme, Aaron Sorkin, John Wells, Llewellyn Wells
24. Screen Actors Guild Awards 2001 : Meilleure actrice dans une série dramatique pour Allison Janney
25. Screen Actors Guild Awards 2001 : 
  - Meilleur acteur dans une série dramatique pour Martin Sheen
  - Meilleure performance d'ensemble dans une série dramatique pour Dule Hill, Allison Janney, Moira Kelly, Rob Lowe, Janel Moloney, Richard Schiff, Martin Sheen, John Spencer et Bradley Whitford
26. Directors Guild of America 2001 : Décerné à Neal Ahern Jr., Andrew Bernstein, Dylan K. Massin et Thomas Schlamme pour l'épisode "Noël (Noël)"
27. GLAAD Media Awards 2001 : Récompense spéciale
28. Television Critics Association Awards 2001 : Meilleur programme dramatique de l'année
29. TV Guide Awards 2001 : 
  - Meilleur acteur dans une série dramatique pour Martin Sheen
  - Meilleure série
30. Writers Guild of America 2001 : Meilleur épisode dramatique pour Rick Cleveland et Aaron Sorkin pour "Au plus haut des cieux (In Excelsis Deo)"
31. American Cinema Editors 2001: Meilleur épisode de série télévisée pour Tina Hirsch, pour l'épisode "Une rude journée (What Kind of Day Has It Been)"
32. American Society of Cinematographers 2001: Meilleure cinématographie pour une série télévisée pour Thomas Del Ruth pour l'épisode "Noël (Noël)"
33. BMI Film & TV Awards 2001: Meilleure musique télévisée pour W.G. Snuffy Walden
34. Family Television Awards 2001: Meilleure série dramatique
35. Emmy Award 2002 : 
  - Meilleure actrice pour Allison Janney
  - Meilleure actrice dans un second rôle pour Stockard Channing
  - Meilleur acteur dans un second rôle pour John Spencer
  - Meilleure série dramatique
36. American Society of Cinematographers 2002: Meilleure cinématographie pour une série télévisée pour Thomas Del Ruth pour l'épisode "Bartlet, pour l'Amérique (Bartlet for America)"
37. BMI Film & TV Awards 2002: Meilleure musique télévisée pour W.G. Snuffy Walden
38. Humanitas Prize 2002: décerné à Aaron Sorkin pour l'épisode "Deux cathédrales (Two Cathedrals)" (catégorie "60 Minute")
39. PGA Golden Laurel Awards 2002 : Meilleure série dramatique pour Michael Hissrich, Thomas Schlamme, Aaron Sorkin, John Wells, Llewellyn Wells, Chris Misiano et Alex Graves
40. Screen Actors Guild Awards 2002 : 
  - Meilleure actrice dans une série dramatique pour Allison Janney
  - Meilleur acteur dans une série dramatique pour Martin Sheen
  - Meilleure performance d'ensemble dans une série dramatique pour Stockard Channing, Dule Hill, Allison Janney, Rob Lowe, Janel Moloney, Richard Schiff, Martin Sheen, John Spencer et Bradley Whitford
41. Emmy Award 2003 : 
  - Meilleure série dramatique
  - Meilleur réalisateur pour Chris Misiano pour l'épisode "Le vingt-cinquième amendement (Twenty Five)"
42. BMI Film & TV Awards 2003: Meilleure musique télévisée pour W.G. Snuffy Walden
43. Emmy Award 2004 : Meilleure actrice pour Allison Janney
44. BMI Film & TV Awards 2004: Meilleure musique télévisée pour W.G. Snuffy Walden
45. Directors Guild of America 2004: Décerné à Chris Misiano, Dylan K. Massin, Douglas S. Ornstein, Catherine Bond et Cary Jones pour l'épisode "Le vingt-cinquième amendement (Twenty Five)"
46. Humanitas Prize 2005: décerné à John Wells pour l'épisode "Camp David (NSF Thurmont)" (catégorie "60 Minute")
47. BMI Film & TV Awards 2005: Meilleure musique télévisée pour W.G. Snuffy Walden
48. Imagen Foundation Awards 2005 : 
  - Meilleur acteur de télévision pour Jimmy Smits
  - Meilleure épisode de série en Primetime pour "La Palabra (La Palabra)"
49. Writers Guild of America 2005 : Meilleur épisode dramatique pour Debora Cahn pour "Les Suprêmes (The Supremes)"
50. Emmy Award 2006 : 
  - Meilleur acteur dans un second rôle pour Alan Alda
  - Meilleur mixage son pour Ed Green et Andy Strauber pour l'épisode "Le grand débat (The Debate)"
51. ALMA Awards 2006 : 
  - Meilleur acteur de série télévisée pour Jimmy Smits
  - Meilleure série télévisée
52. Imagen Foundation Awards 2006 : Meilleure série en Primetime

### Exploration des problèmes de la planète .
À la Maison Blanche proposait de nombreuses réflexion sur ce qu’il fallait ou ne pas faire en ce qui concerne les problèmes de politique intérieure et extérieure. Après l’élection du président républicain George W Bush en 2000, beaucoup se demandaient si cela n’impacterait pas la vision de la série. Mais l’exploration des problèmes de politique intérieure et extérieure de manière réaliste a permis à la série de séduire un large public grâce au fait que le président jed Bartlet expliquait ce en quoi il croyait et ce qu'il voulait faire pour le pays et aux choix ainsi qu’aux changements pour le pays entrepris pour les citoyens par Jed Bartlet.
Au milieu de la quatrième saison, la Maison Blanche de Bartlet est confrontée au génocide dans le pays africain fictif de Kundu équatorial. La solution à ce problème est une nouvelle doctrine de politique étrangère pour l’administration Bartlet et une intervention militaire pour mettre fin à la violence, qui survient après beaucoup d’hésitations et de réticences à qualifier le conflit de génocide. Dans la vie réelle l’administration Clinton n’est pas intervenue au Rwanda.
D’autres problèmes abordés dans À la Maison Blanche incluent:
- les relations tendues entre l’Inde et le Pakistan ;

- la législation sur l’accord de libre-échange avec l’Amérique centrale ;

- le maintien de la paix et le terrorisme en Israël et en Palestine ;

- le sida en Afrique subsaharienne ;

- le pic pétrolier et les conséquences d’un déclin de la production mondiale de pétrole.

### Planétaire
De nombreux pays fictifs ont été inventés par la série. Les problèmes représentées par ces pays reflètent les problèmes de certains pays de la planète.
Qumar est un état fictif du Moyen-orient, riche en pétrole et puissant. Ancien protectorat britannique aujourd’hui dirigé par un sultan et sa famille, il abrite une importante base aérienne américaine et est fréquemment une source de problèmes pour l’administration Bartlet. Le pays est presenté pour la première fois dans la troisième saison comme un proche allié des États-Unis, mais est critiqué pour son traitement sévère des femmes. Après les attentats du 11 septembre, il est devenu un lieu majeur des intrigues secondaires terroristes de la série, notamment une où des preuves convaincantes sont découvertes selon lesquelles le ministre de La Défense de Qumar, Shareef, planifie des actes terroristes contre les infrastructures américaines, notamment une conspiration ratée pour détruire le Golden Gate bridge, et le président Bartlet autorise son assassinat par une équipe d’opérations secrètes. Geographiquement, tel qu’il est représenté sur les cartes, il correspond à peu près à la province iranienne d’Hormozgan.
Le Kundu équatorial est une nation africaine fictive introduite au début de la deuxième saison comme une nation ravagée par une épidémie de sida, un coup d’état et une guerre civile qui s’ensuit, ressemblant au génocide rwandais de 1994. Son emplacement, lorsqu’il est représenté sur les cartes, est à peu près celui de la Guinée équatoriale. Le président Bartlet lance une intervention militaire dans le Kundu équatorial au cours de la quatrième saison afin de mettre fin au nettoyage ethnique.

#### Élection présidentielle de 1998
Elle s’est déroulée le premier lundi de novembre 1998 où le vote a eu lieu, le président Bartlet a non seulement gagné le vote populaire, c’est-à-dire les votes des gens en sa faveur. Mais également le collège électoral avec 303 à 325 contre l’autre candidat qui a eu moins de voix d’électeurs dans les états.
Le fait qu’il ait gagné les primaires a été largement évoqué. Dans les épisodes <<Au commencement… 1re partie>> (in the shadow of two Gunmen: Part |), et <<Au commencement …: 2e partie (In the shadow of Two Gunmen: Part II)>> et <<Bartlet, pour l’Amérique>>(Bartlet for America) où jed Bartlet gagne les primaires auprès des députés locaux de son état. Il déclare Hoynes comme son colistier lors qu’il se rend à la convention de son parti.

#### Élection présidentielle de 2006
La sixième saison détaille les primaires démocrates et républicaines. La septième saison couvre la période précédant l’élection générale, l’élection et la transition vers une nouvelle administration. L’élection qui se tient généralement le premier lundi de novembre, se déroule sur deux épisodes diffusés à l’origine les 2 et 9 avril 2006. Le député Matt santos(Jimmy Smith) est nommé au quatrième tour de la convention nationale démocrate, lors de la finale de la sixième saison. Santos, qui avait prévu de quitter le congrès avant de choisir Josh Lyman comme directeur de campagne et de déclarer publiquement sa candidature lors d’un meeting pour rallier des soutiens et des électeurs, obtient un faible pourcentage de voix aux primaires de l’Iowa. Lors de la convention de son parti, il déclare Leo mcGarry comme étant son colistier.
Le sénateur Arnold Vinick(Alan Alda) gagne les primaires dans son état, remportant la majorité auprès des députés locaux de son état. Grâce à cela il a pu se présenter à la convention annuelle de son parti. Il déclare Ray Sullivan(Brett cullen) en tant que colistier.
Les deux adversaires auront droit à une confrontation lors des débats où chacun a parleé de façon convaincante en renforçant sa propre campagne et en démontant celle de l’autre, et chacun maîtrisait le langage corporel ainsi que le ton, et chacun connaissait ses opinions et celle de l’autre. Sous la lumière des projecteurs et de la pression constante personnes n’a laissé jamais voir qu’il transpirait.
Au cours de cet campagne, Vinick découvre une information concernant le passé de Santos( sur un enfant illégitime) et décide d’utiliser cet information contre lui. Mais finalement ça n’en était pas un.
Chaque État a voté pour son favori, en fonction de sa taille et de sa population. Matt Santos remportd plus de grands électeurs qu’Arnold Vinick avec 272 voix pour Matt santos et 266 pour Vinick, le 2 novembre 2006.
Après quelques mois de récupération, Matt Santos entre à la Maison-Blanche. Après avoir été investi le 20 janvier après autant de stress, de travail et d’argent.

## Commentaires
- La série, qui a connu un immense succès outre-atlantique, se caractérise par une réalisation de grande qualité (casting, décors et qualité d'image particulièrement soignés) et une reconstitution réaliste de l'univers de l'aile ouest, notamment grâce à la présence dans l'équipe d'écriture d'une authentique ancienne porte-parole de la Maison-Blanche, proche collaboratrice de Bill Clinton, Dee Dee Myers.
- Si la série a eu moins de succès en France, notamment en raison d'une diffusion incomplète sur les chaînes de la TNT, elle compte de nombreux fans, à commencer par l'ancien Premier ministre Edouard Philippe qui reconnaît l'avoir visionnée à plusieurs reprises[4].
- Le premier choix pour le rôle du Président Bartlet était l’acteur Sidney Poitier. Finalement, le rôle a été confié à Martin Sheen. L’acteur américain, héros d’Apocalypse Now, n’avait pas prévu de jouer plus de quatre épisodes. Il a conservé son rôle jusqu’à la passation de pouvoir finale[5].
- Après les attentats du 11 septembre 2001, un épisode spécial a été produit. Intitulé « Isaac et Ismaël », il met en scène la leçon de civilisations des conseillers du Président à une classe de jeunes élèves. Il a été tourné en deux semaines, après la chute des deux tours du World Trade Center[5].
- Il y a une erreur dans l'épisode 1 de la saison 6. Lors d'un point presse, C.J. Cregg détaille le repas qui sera servi à Camp David lors du sommet israélo-palestinien. Elle précise que du crabe sera servi lors du repas. Or, cet aliment est contraire à la cacherout. Il est donc fort peu probable que les israéliens aient accepté de manger cet aliment.

## DVD
- L'intégralité des saisons est sortie en coffrets à l'unité [6], ainsi que dans un coffret intégral [7].